# Waterbury (Nebraska)
Waterbury es una villa ubicada en el condado de Dixon en el estado estadounidense de Nebraska. En el Censo de 2010 tenía una población de 73 habitantes y una densidad poblacional de 204,24 personas por km².

## Geografía
Waterbury se encuentra ubicada en las coordenadas 42°27′26″N 96°44′8″O / 42.45722, -96.73556. Según la Oficina del Censo de los Estados Unidos, Waterbury tiene una superficie total de 0.36 km², de la cual 0.36 km² corresponden a tierra firme y (0%) 0 km² es agua.

## Demografía
Según el censo de 2010, había 73 personas residiendo en Waterbury. La densidad de población era de 204,24 hab./km². De los 73 habitantes, Waterbury estaba compuesto por el 100% blancos, el 0% eran afroamericanos, el 0% eran amerindios, el 0% eran asiáticos, el 0% eran isleños del Pacífico, el 0% eran de otras razas y el 0% pertenecían a dos o más razas. Del total de la población el 1.37% eran hispanos o latinos de cualquier raza.